# Marina di Bibbona
Marina di Bibbona est un hameau (frazione) de la commune italienne de Bibbona en Toscane.

## Géographie
Marina di Bibbona est située sur la côte de la mer de Ligurie, à environ 10 kilomètres au sud de Cecina. 

## Histoire
Le hameau s'est développé autour du fort de Bibbona, ouvrage défensif du grand-duché de Toscane, dont la construction peut être datée de la seconde moitié du XVIIIe siècle en vue d'une réorganisation des avant-postes militaires et sanitaires du Grand-Duché commandée par la Maison de Lorraine ; une garnison y résidait et disposait d'écuries de service pour les cavaliers, corps de chevaliers armés qui avaient pour tâche de se déplacer le long de la côte pour patrouiller la côte.
Depuis les années 1980 , la commune a fait l'objet d'un essor immobilier considérable, lié avant tout à la construction d'habitations et d'habitations, qui a contribué à affirmer la vocation touristique du hameau.

## Monuments et lieux d'intérêt

### Architecture religieuse
- Église Cristo Nostra Pace, conçue par l'architecte Simone Giusti (it) et consacrée le 3 août 1991.
- Église de la Madonna del Mare, située à l'hôtel Marinetta, construite en 1955 comme chapelle dédiée à la Madone de Pompéi. À l'intérieur se trouve le triptyque de la Madonna del Mare du peintre Gianni Oliveti.

### Architecture militaire
- Le Fort de Marina di Bibbona

## Galerie

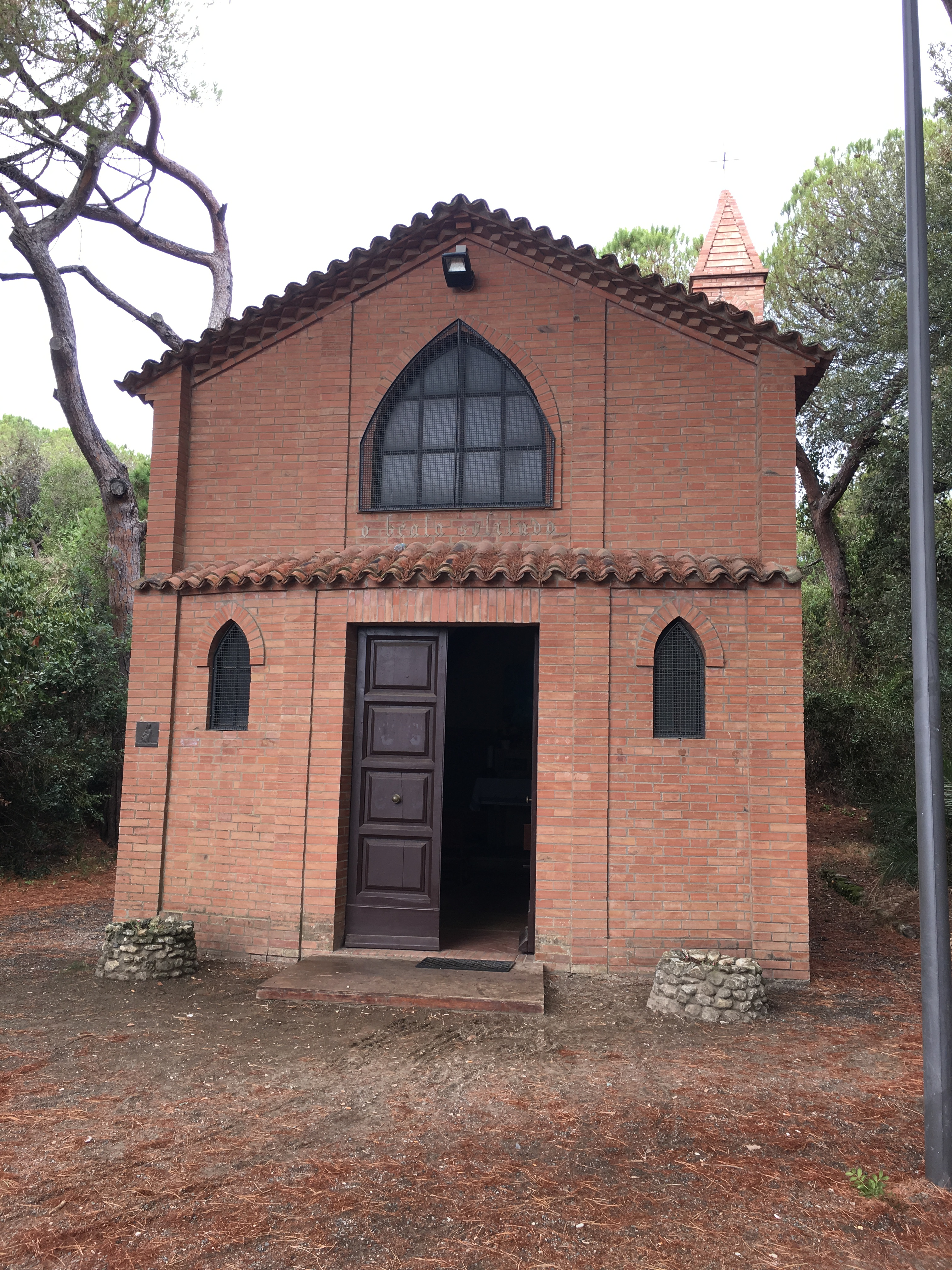
Sanctuaire de la Madona del Mare
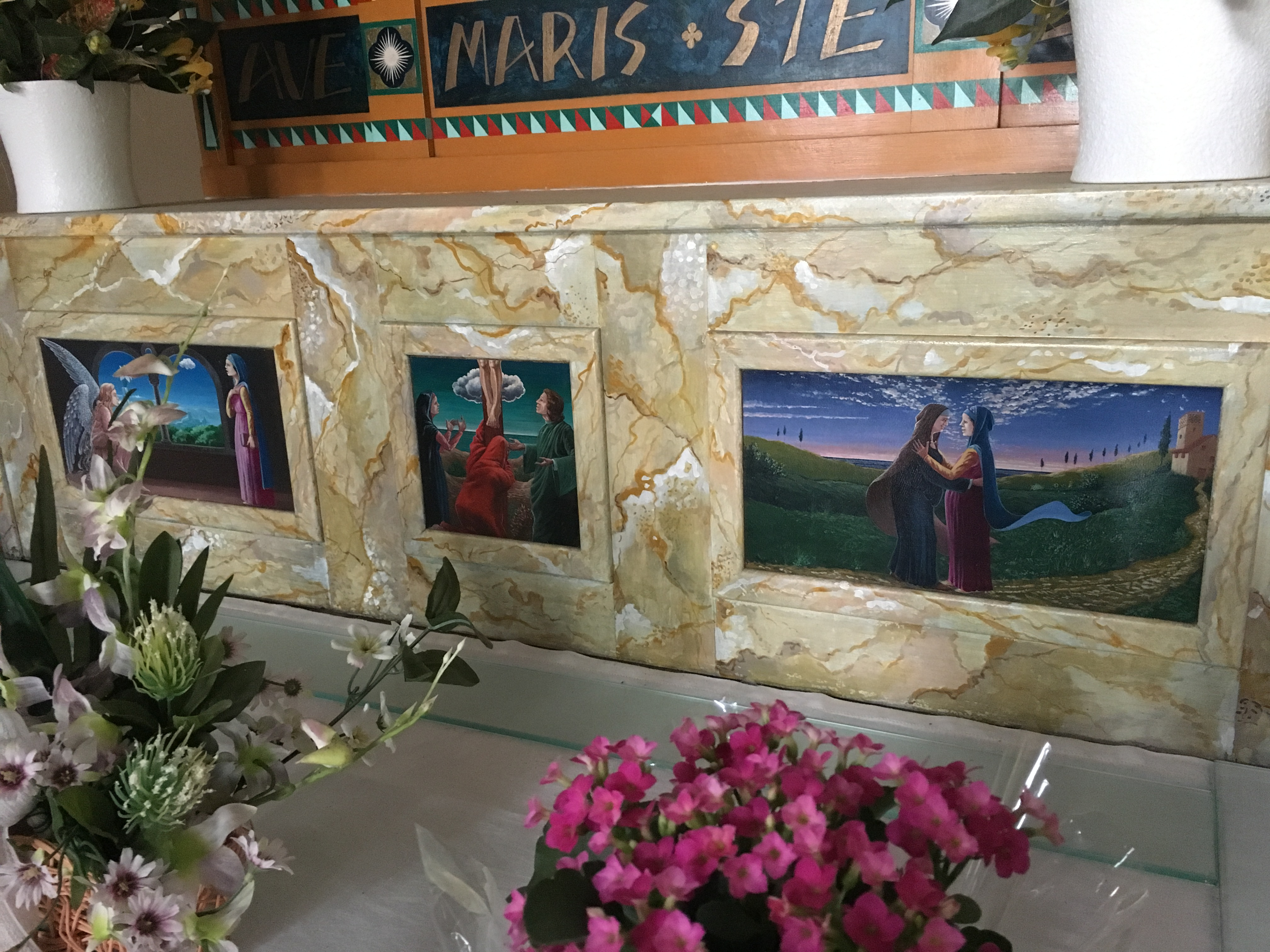
Triptyque